# Andrzej Fiedor
Andrzej Wojciech Fiedor (ur. 2 stycznia 1946 w Koniówce, zm. 24 kwietnia 2025 w Homer Glen w stanie Illinois w USA) – polski biathlonista, olimpijczyk z Grenoble 1968 i Sapporo 1972.
Reprezentant klubu WKS Zakopane. Swój pierwszy międzynarodowy sukces odniósł jako junior zdobywając w roku 1967 wraz z Józefem Gąsienicą i Andrzejem Rapaczem tytuł mistrza świata juniorów w sztafecie 3 × 7,5 km.
Medalista mistrzostw Polski:
- złoty
  - w sztafecie 3 × 7,5 km w latach 1968-1969
- srebrny
  - w biegu na 20 km w latach 1968, 1970, 1973
  - w sztafecie 4 × 7,5 km w roku 1970

Uczestnik mistrzostw świata w roku:
- 1970 - 35. miejsce w biegu na 20 km,
- 1971 - 35. miejsce w biegu na 20 km,
- 1974 - 28. miejsce w biegu na 10 km, 26. miejsce w biegu na 20 km i 11. miejsce w sztafecie 4 × 7,5 km.

Na igrzyskach olimpijskich w 1968 roku był członkiem sztafety 4 × 7,5 km (partnerami byli Józef Różak, Stanisław Łukaszczyk, Stanisław Szczepaniak), która zajęła 4. miejsce. Na igrzyskach olimpijskich w roku 1972 wystartował w biegu na 20 km zajmując 48. miejsce
Zmarł w wieku 79 lat 24 kwietnia 2025 r.